# Axel Smeets
Axel Smeets (* 12. Juli 1974 in Brüssel) ist ein ehemaliger belgisch-kongolesischer Fußballspieler. Der Defensivspieler bestritt seine Karriere in Belgien, Spanien, Großbritannien, der Türkei und Norwegen.

## Sportlicher Werdegang
Smeets entstammt der Jugend des RSC Anderlecht. 1993 begann er seine Profikarriere bei Standard Lüttich, schloss sich aber nach einer Spielzeit dem KAA Gent an. Von dort wechselte er 1997 zum spanischen Klub UD Salamanca, wo er sich jedoch nicht durchsetzen konnte. Daher kehrte er nach einem Jahr nach Belgien zurück und schloss sich dem KV Kortrijk an. 1999 ging er zum englischen Klub Sheffield United. Erneut war sein Auslandsaufenthalt nicht vom Erfolg gekrönt, so dass er erneut nach Belgien zurückkehrte und zum Lierse SK ging. 2003 versuchte er sich bei MKE Ankaragücü erneut im Ausland, wechselte aber am Saisonende in die Tippeligaen zu Ham-Kam. Dort beendete er 2006 seine Karriere.